# Patrick Manson
Sir Patrick Manson (3 de octubre de 1844 - 9 de abril de 1922) fue un médico y  parasitólogo escocés que realizó su carrera médica en  Taiwán, China, Hong Kong y Londres. Descubrió que la filariasis en humanos se transmite por mosquitos. Su descubrimiento apoyó la teoría de la transmisión de la malaria por mosquitos. Esto hizo que algunos lo llamen "Padre de la medicina tropical". 
Se convirtió en el primer presidente de la Royal Society of Tropical Medicine and Hygiene. Fundó el Colegio de Medicina de Hong Kong para chinos (posteriormente absorbida por la Universidad de Hong Kong) y la Escuela de Higiene y Medicina Tropical de Londres.
Manson sufrió gota durante su servicio en China, una condición recurrente  que empeoró con la edad. Murió en 1922 a los 77 años.

## Infancia y educación.

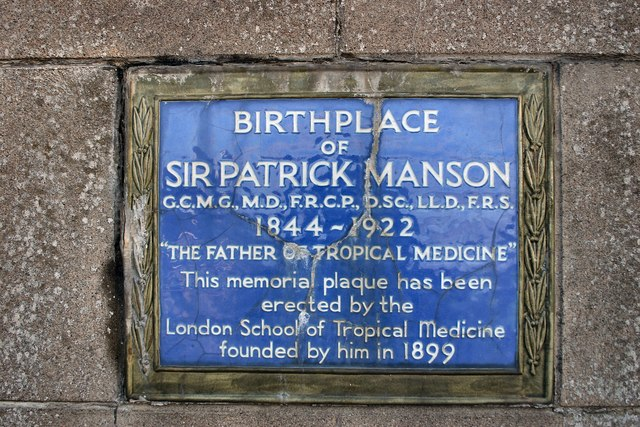
Lugar de nacimiento de Sir Patrick Manson

Patrick Manson era hijo de Alexander Manson y Elizabeth Livingstone Blaikie,  
Nació en Oldmeldrum, a dieciocho millas al norte de Aberdeen. Su padre era gerente de la sucursal local del British Linen Bank y Laird of Fingask.   
Era el segundo hijo de una familia de tres niños y cuatro niñas. Desarrolló una pasión infantil en historia natural, pesca, tiro, carpintería, mecánica y cricket. Entre su familia presbiteriana, mostró una excelente memoria para memorizar sermones en la iglesia a la edad de 5 años.
En 1857 su familia se mudó a Aberdeen, donde ingresó a la Escuela Gymnasium. Más tarde continuó en la Academia West End. En 1859 fue aprendiz de los hermanos Blaikie, maestros de fragua de Aberdeen.  
Ese año se vio afectado por la enfermedad de Pott (tuberculosis que afecta específicamente a la columna vertebral). En 1860 ingresó a la Universidad de Aberdeen y terminó la carrera en 1865. Tenía diecinueve años, por lo que al ser menor de edad no podía graduarse. Finalmente, se graduó formalmente en octubre de 1865 y fue nombrado médico en el manicomio de Durham, donde trabajó durante siete meses. Realizó 17 disecciones post mortem en pacientes con enfermedades psiquiátricas para su tesis. En 1866 recibió los grados de Master of Surgery, Doctor of Medicine y Doctor of Law.

## En China

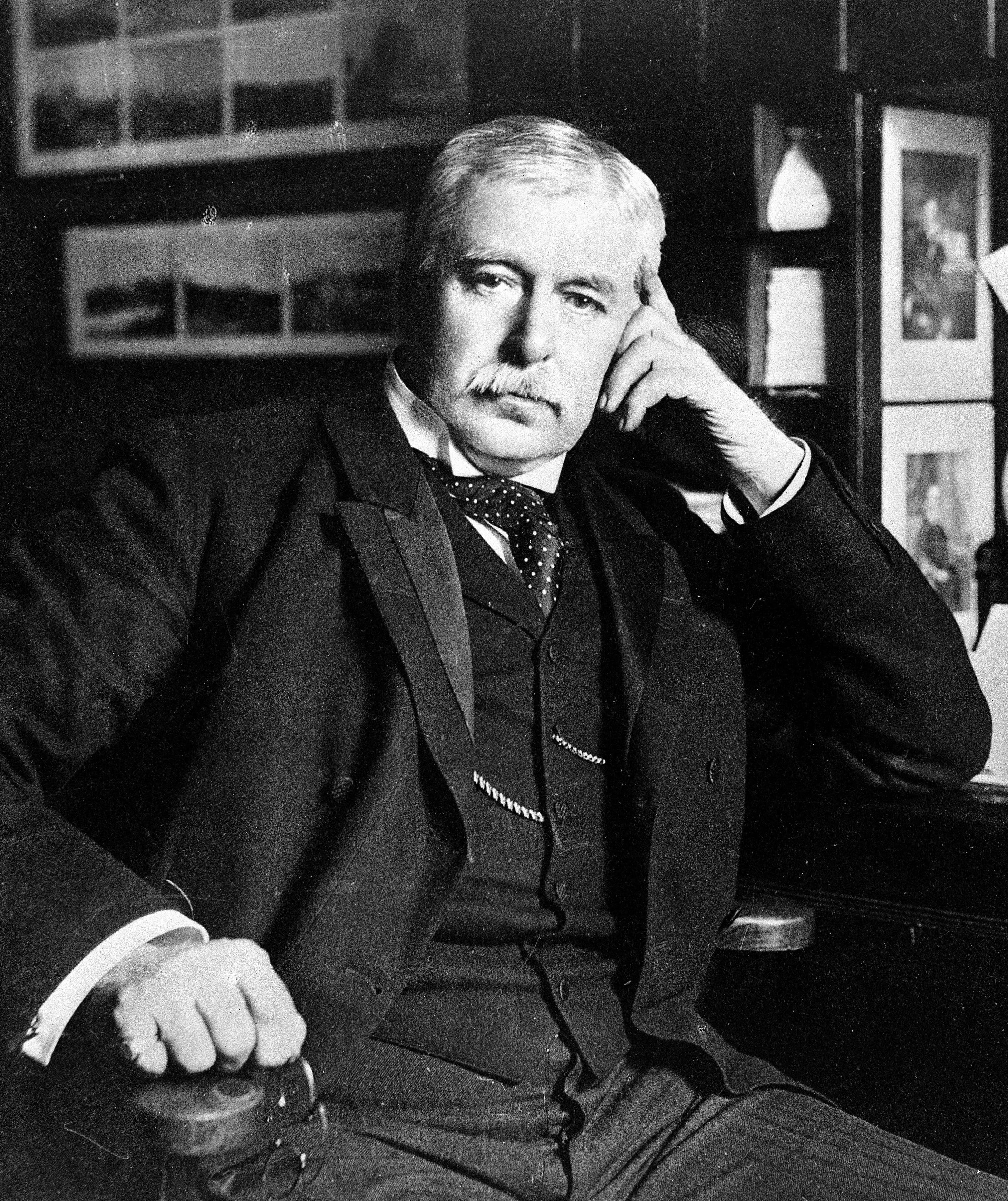
Patrick Manson

Patrick Manson inspirado en su hermano mayor, David Manson, que trabajaba en Shanghái en el servicio médico, se unió al puesto de oficial médico en el Servicio de Aduanas de Formosa (actual Taiwán). Manson viajó a Formosa en 1866 como oficial médico de la Aduana Imperial Marítima de China (de lealtad Qing), donde comenzó una larga carrera en la investigación de la medicina tropical. Su deber diario oficial consistía en inspeccionar los barcos atracados en el puerto, verificar sus tripulaciones y mantener el registro meteorológico. También atendió a pacientes chinos en un hospital misionero local donde estuvo expuesto a una amplia variedad de enfermedades tropicales sin ninguna supervisión para su formación de posgrado. Su única herramienta de investigación fueron sus habilidades clínicas, lupas de mano y su adecuado mantenimiento de registros. Tuvo contacto con los chinos nativos, aprendió mandarín y se hizo amigo de ellos. Debido al conflicto político entre China y Japón por la ocupación de la isla, el cónsul británico le aconsejó que se fuera. Después de 5 años en Formosa, fue transferido a Amoy, en la costa china, donde trabajó durante otros 13 años. Una vez más atendió a los pacientes chinos locales en el Hospital y Dispensario de la Sociedad Bautista Misionera para los chinos. Su hermano David trabajó con él durante 2 años.

### Descubrimiento
Pasó sus primeros años investigando las filarias (pequeño gusano que causa elefantiasis). Manson centró su tiempo en buscar filaria en la sangre extraída de sus pacientes. A partir de esto, comenzó a calcular el ciclo de vida de la filaria y, mediante una minuciosa observación, descubrió que los gusanos estaban presentes en la sangre durante la noche y ausentes durante el día. 
Realizó experimentos con su jardinero, Hin Lo, que estaba infectado con filaria. Obtendría mosquitos para alimentarse de su sangre mientras dormía y luego diseccionaría los mosquitos llenos de sangre de Hin Lo. "No olvidaré fácilmente el primer mosquito que diseccioné. Le arranqué el abdomen y tuve éxito en encontrar la sangre que contenía el estómago. Al colocar esto bajo el microscopio, me complació descubrir que, lejos de matar a la Filaria, los jugos digestivos del mosquito parecían haberlo estimulado a una actividad fresca".
Manson observó que la filaria solo se desarrolló hasta un embrión dentro de la sangre humana y que el mosquito debe tener un papel en el ciclo de vida. A través de estos primeros experimentos, comenzó a formular hipótesis sobre el papel de los mosquitos y la propagación de la enfermedad. En 1877 descubrió que el mosquito (Culex fatigans, ahora Culex quinquefasciatus) era el huésped intermedio del parásito filarial (Wuchereria bancrofti). Sus resultados experimentales se publicaron en el Informe médico de aduanas de China en 1878, y Spencer Cobbold los transmitió a la Sociedad Linneana de Londres.
Sugirió que el agente que causa la malaria también se propaga por mosquitos. En el British Medical Journal en 1894 publicó "Sobre la naturaleza y el significado de los cuerpos cresentéricos y flagelados en la sangre de la malaria". La teoría de Manson fue probada en 1898 por Ross, quien describió el ciclo de vida completo del parásito de la malaria (de las aves) dentro del mosquito hembra. Ross ganó el Premio Nobel de Fisiología o Medicina en 1902 por este descubrimiento. Tanto Manson como Laveran también fueron nominados para el premio Nobel. Durante su discurso de aceptación, Ross no reconoció a Manson como su mentor principal.
Manson también demostró una nueva especie de Schistosoma (bilharziasis) conocida como Schistosoma mansoni. En 1882, descubrió la esparganosis, una infección parasitaria causada por la tenia Spirometra.

## En Hong Kong
De 1883 a 1889, Manson trabajó en Hong Kong. Importó vacas de Escocia a Hong Kong y estableció una granja de productos lácteos en Pok Fu Lam en 1885 y la empresa Dairy Farm International Holdings en Hong Kong. Fundó el Colegio de Medicina de Hong Kong para chinos, donde Sun Yat-sen fue uno de sus primeros alumnos. En 1896, a través de sus contactos en el ministerio de relaciones Exteriores, Manson apoyó la liberación de Sun después de que lo hubieran secuestrado funcionarios chinos en Londres. Sun se convirtió en el primer Presidente de la República de China. En 1911, el Colegio de Medicina de Hong Kong para chinos se convirtió en la Universidad de Hong Kong.

## En Londres
Después de 23 años en el sudeste asiático, Manson había acumulado una considerable riqueza. Regresó a Londres en 1889 y se instaló en Queen Anne Street. En 1890 calificó como miembro del Royal College of Physicians. Se convirtió en médico en la Seamen's Hospital Society en 1892 y también fue profesor de enfermedades tropicales en el St George's Hospital. En julio de 1897 fue nombrado Director Médico de la Oficina Colonial del Reino Unido. Fue aquí donde utilizó su influencia para impulsar la fundación de una Escuela de Medicina Tropical en el Albert Dock Seamen's Hospital. La Escuela de Higiene y Medicina Tropical de Londres se inauguró el 2 de octubre de 1899. Fue nombrado Compañero de la Orden de San Miguel y San Jorge (CMG)  y fue investido por la Reina Victoria en el Castillo de Windsor el 1 de marzo de 1900. Manson recibió el Premio Cameron de Terapéutica de la Universidad de Edimburgo en ese año. Se retiró de la Oficina Colonial en 1912.

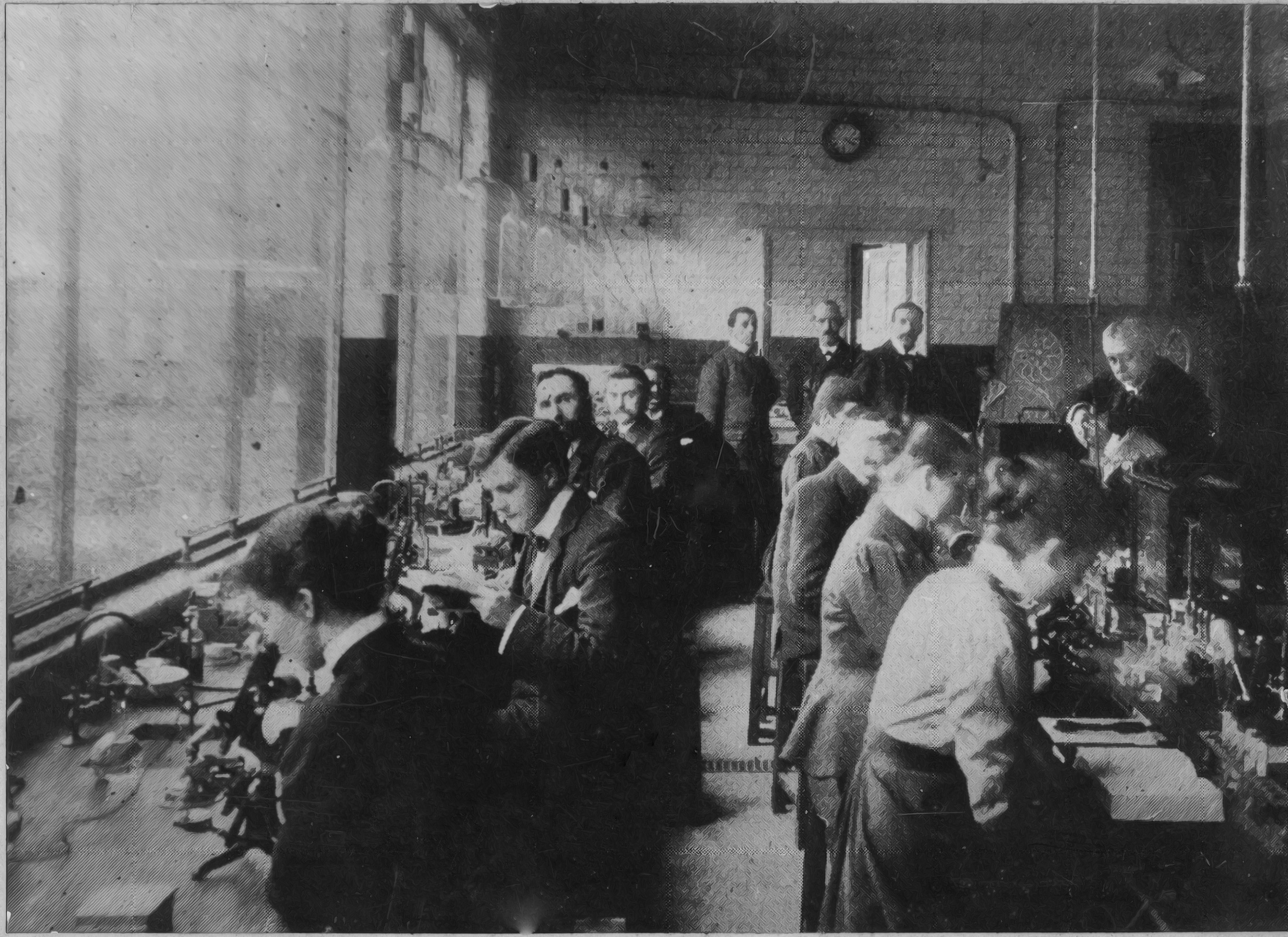
Manson enseñando en el Albert Dock Seamen's Hospital en 1901

## Honores y reconocimientos
- Elegido miembro del Royal College of Physicians en 1895
- Elegido miembro de la Royal Society en 1900.
- Elegido presidente de la Epidemiological Society of London en 1900.
- Galardonado con la medalla Fothergill en 1902.
- Caballero de la KCMG en 1903 y de la GCMG en 1912.
- Galardonado con un Doctorado honoris causa en Ciencias por la Universidad de Oxford en 1904.
- Galardonado con la Medalla Bisset Hawkins por el Royal College of Physicians en 1905
- Primer presidente de la Royal Society of Tropical Medicine and Hygiene en 1907.
- Galardonado con la Medalla Edward Jenner por la Royal Society of Medicine en 1912
- La Medalla Manson es otorgada trienalmente por la Royal Society of Tropical Medicine and Hygiene, llamada así en su honor.[14]
- Un parásito trematodo humano Schistosoma mansoni se llama así en su honor.[15]
- Las especies Spirometra (Sparganum) mansoni y S. mansonoides llevan su nombre.[13]
- Su nombre es un género de mosquitos Mansonia, cuyas especies son vectores de encefalomielitis equina venezolana y la filariasis por Brugia.[16]
- El género de filarias: Mansonella fue nombrada así, en su honor en 1891.[17]

## Familia
En 1876, se casó con Henrietta Isabella Thurbun, con quien tuvo tres hijos y una hija. 
Su hija Edith Margaret Manson (1879–1948) se casó con Philip Henry Bahr, uno de los alumnos de Manson en la London School of Tropical Medicine. El exalumno se cambió el nombre a sir Philip Manson-Bahr (1881-1966) y se convirtió en un líder en el campo de la medicina tropical. 
En 1995, el nieto de Manson, el Dr. (Philip Edmund) Clinton Manson-Bahr (1911-1996) ganó la Medalla Manson. Es la distinción más alta de la Royal Society of Tropical Medicine por sus contribuciones a la medicina tropical, y se otorga trienalmente. 
El bisnieto de Manson, el Dr. Gordon Manson-Bahr, fue médico de cabecera en Norfolk, Reino Unido, durante la mayor parte de su carrera médica y su tataranieto, el Dr. David Manson-Bahr, es urólogo en Londres. 
El abuelo de Manson (John Manson de Kilblean b. 1762 d. 1838) y su tío abuelo (Alexander Manson b.1778) fundaron en 1797 la destilería de whisky Glen Garioch, que todavía opera en Oldmeldrum hasta nuestros días. 
La 'Manson Road' en Oldmeldrum fue nombrada así en su honor.

## Publicaciones
- Manson's Tropical Diseases : a Manual of the Diseases of Warm Climates (1898);[18] 7th edition. Cassell. 1921.
- Conferencias sobre enfermedades tropicales (1905);
- Diet in the Diseases of Hot Climates (1908), con Charles Wilberforce Daniels (1862–1927).